# Alzira radio
Alzira Ràdio es una emisora local de la Comunidad Valenciana, cuyo centro de emisiones se encuentra en Alcira y que emite para toda la comarca de la Ribera Alta, en lugares de La Costera, la Canal de Navarrés y cerca de Valencia capital.

## Historia
Alzira Ràdio fue inaugurada el 20 de mayo de 1995 y emite a través del 107.9 MHz de la FM, con la intención de sustituir la antigua emisora local de Ràdio Alzira de la Cadena SER, inaugurada con el nombre de EAJ-54 en 1934, y cerrada el 25 de noviembre de 1990.

## Funcionamiento
En Alzira Ràdio trabajan 2 técnicos, 5 locutores y 6 redactores; además de muchos becarios que hacen las prácticas universitarias. De esta radio local han salido muchos de los grandes presentadores que ocupan actualmente el panorama televisivo español. Dispone de una página web desde el año 2005.
A principios del año 2007, Alzira Radio empieza a emitir por internet para llegar a cualquier parte del mundo.

## Logotipos
| 1995 - 2000 | 2000 - 2017 | 2017 - Actualidad |
| ----------- | ----------- | ----------------- |